# Guillem Tell
|  | Aquest article tracta sobre l'heroi de la independència suïssa. Si cerqueu l'òpera de Rossini, vegeu «Guillaume Tell». |

Guillem Tell (Alemany: Wilhelm Tell; francès: Guillaume Tell; Italià: Guglielmo Tell; romanx: Guglielm Tell) fou un heroi mític de la independència suïssa (segle xiv). La seva existència apareix envoltada per una sèrie de llegendes procedents dels segles xv i xvi, en les quals resulta difícil destriar el que és històric del que és literari.

## El mite
Segons les llegendes, Tell fou un habitant de Bürglen (en el cantó suís d'Uri); un antic mercenari, retirat a les seves muntanyes i conegut per ser un expert en el maneig de la ballesta. En aquell temps l'emperador d'Àustria (un Habsburg) intentava dominar el cantó d'Uri (s'havia annexionat alguns cantons suïssos en el seu intent de formar un bloc territorial continu des de les seves possessions de l'alt Rin fins a les del Tirol).
El seu governador austríac, Hermann Gessler, va erigir un pilar a plaça del poble i hi va enganxar el seu barret, amb l'objectiu d'obligar tots els habitants a doblegar-se davant el distintiu de la seva dignitat, per tal de posar a prova la lleialtat de la població. Tell va refusar inclinar-se en senyal de respecte davant el barret instal·lat en la plaça pública de la vila d'Altdorf perquè simbolitzava el sobirà de la Casa d'Habsburg.
Per això, el governador de la vila (Hermann Gessler) va detenir Tell, i havent-li arribat notícies de la fama de la seva punteria, el va obligar com a càstig a disparar la ballesta contra una poma col·locada sobre el cap del seu propi fill a 50 passes de distància. Tell va intentar que el tirà Gessler canviés el seu càstig, però va ser debades: o travessava la poma o ell i el nen moririen a les mans del botxí. Tell va introduir dues fletxes en la seva aljava, va agafar la ballesta, es va col·locar en la marca de les 50 passes, va apuntar i... la seva portentosa punteria li va permetre encertar la poma sense danyar el nen. Però quan el governador demanà a l'orgullós Tell la raó de la segona fletxa, aquest li va contestar que estava destinada al cor del tirà en cas que la primera fletxa hagués fet mal al nen. Furiós per aquesta resposta, l'empresonà al castell de Küsnacht.
Mentre el duien al castell de Gessler, i gràcies a una tempesta prop d'Axemberg, Tell va aconseguir escapar. Segons la llegenda, Tell va matar Gessler amb la seva ballesta i va organitzar la rebel·lió contra els Habsburg.

## La història
La primera vegada que apareix el mite de Guillem Tell a la literatura és en les cròniques d'Aegiidius Tschudi, gairebé 200 anys després de l'època que se suposa que van ocórrer els fets anteriorment relatats. Però no hi ha cap prova contemporània que ni Tell ni Gessler existissin. És més, hi ha nombroses llegendes que, amb altres personatges i en altres paratges, relaten una proesa semblant a la de Tell.
No obstant això, el mite representa bé la resistència que va sorgir entre els camperols d'Uri des de 1278, que va dur aquest cantó a confederar-se amb els de Schwyz i Unterwalden en una Lliga Perpètua per impedir que els Habsburg violessin les seves llibertats tradicionals (1291). El conflicte va degenerar en una rebel·lió oberta, que es va saldar amb la victòria dels suïssos sobre el duc Leopold d'Habsburg a la batalla de Morgarten (1315). Els tres cantons rurals dels Alps centrals van formar així la Confederació Helvètica, a la qual posteriorment es van anar afegint altres cantons fins a formar la Suïssa actual.

## Schiller i Rossini
Friedrich von Schiller es va basar en la llegenda de Guillem Tell per a escriure l'obra de teatre Wilhelm Tell el 1804. També, Gioachino Rossini va utilitzar l'obra de teatre per compondre òpera que duu el mateix nom el 1829. L'obertura d'aquesta òpera és mundialment coneguda i popular.